# Rönnskärsverken

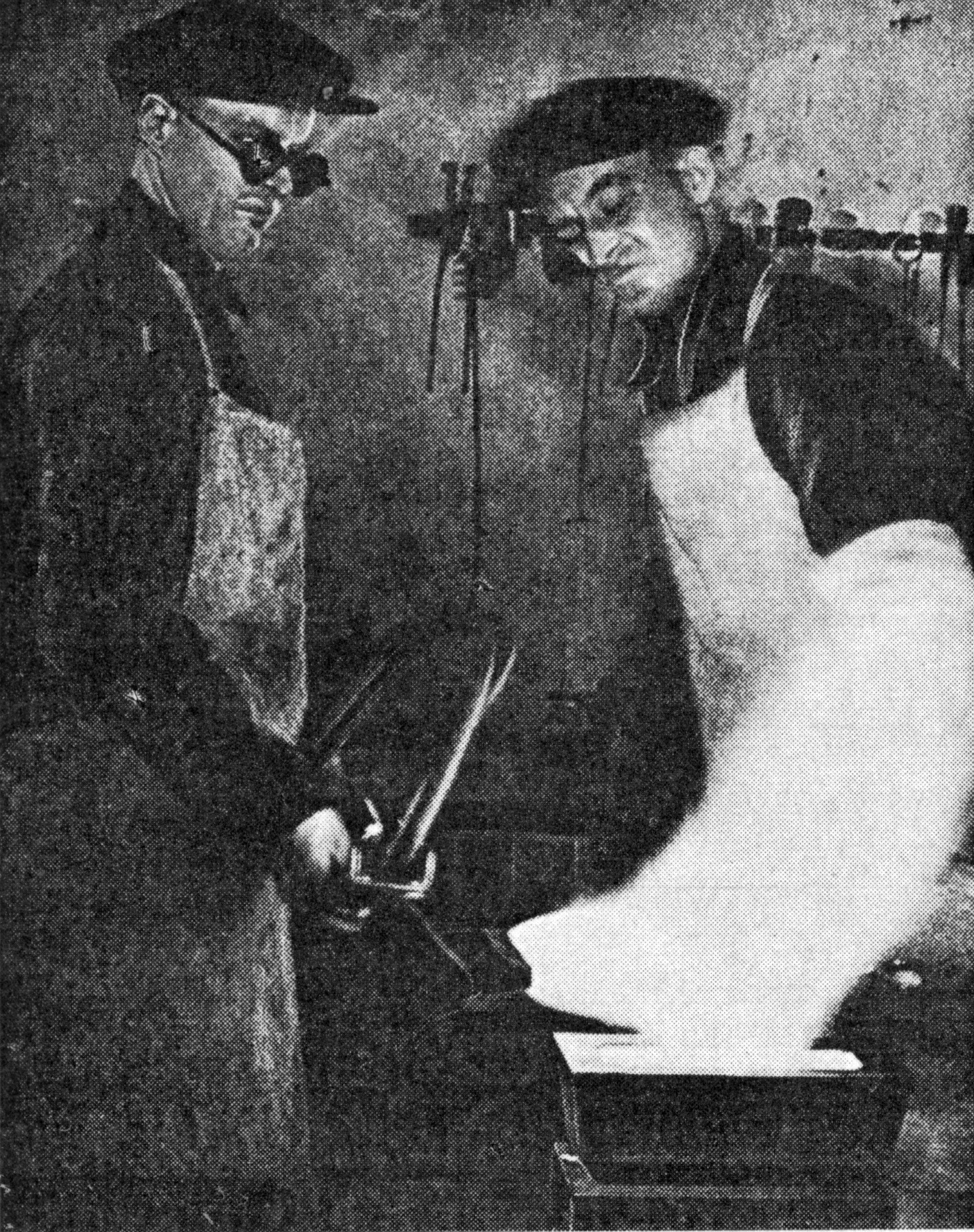
Smält guld hälls i en degel 1935.

Rönnskärsverken i Skelleftehamn, Skellefteå kommun är Sveriges enda smältverk för framställning av basmetaller, och arbetar med återvinning av elektronikskrot. Smältverket på Rönnskär började byggas av Boliden AB 1928 och stod färdigt två år senare 1930. 
Huvudprodukterna är koppar, zinkklinker, bly och ädelmetaller med svavelsyra som en biprodukt. På Rönnskär framställs även metaller ur elektronikskrot och andra sekundärmaterial. Smältverkets producerade 190 000 ton koppar år 2010. Vid Rönnskärsverken används bland annat kaldoteknik för att smälta material. År 2010 genomfördes en utbyggnad för ca 1,3 miljarder kronor av Rönnskärsverken, vilket gjorde smältverket världsledande inom återvinning av elektroniskt avfall med en kapacitet på 120 000 ton elektronikskrot per år. Elektrolysverket på området brann ner i juni 2023.
Samhället Skelleftehamn grundades som brukssamhälle i och med byggandet av smältverket på Rönnskär.
| Huvudprodukter | Biprodukter  |
| -------------- | ------------ |
| guld           | selen        |
| koppar         | svavel       |
| bly            | svavelsyra   |
| zink           | svaveldioxid |
| silver         |              |

## I populärkulturen
Anläggningen var förr känd för en mycket dålig arbetsmiljö, i vilken personalen exponerades för bland annat arsenik. Detta tas upp i "Rönnskärsvisan" av Bernt Olofsson, vilken utgavs på skiva 1980 av Gunnar Enqvist och inleds "Här på Rönnskär jobbar jag – andas gas och gift var dag". Arbetsmiljön har dock förbättrats avsevärt sedan dess, men den är fortfarande väldigt ohälsosam.